# Anaglyptography
Anaglyptography (fr. gravure numismatique) – technika graficzna polegająca na takim odwzorowaniu medali na papierze, że dają wrażenie reliefu, używa się w niej pantografu.
Technika została opracowana przez Christiana Gobrechta w 1825, opatentowana w Anglii w 1832 przez Johna Bate’a i niezależnie we Francji w 1836 przez Achille’a Collas’a. Pierwszą książką którą zilustrowano przy jej użyciu była History of the War in France and Belgium in 1815 wydana w 1844.